# Le Vernet (Ariège)
Le Vernet is een gemeente in het Franse departement Ariège (regio Occitanie) en telt 536 inwoners (1999). De plaats maakt deel uit van het arrondissement Pamiers.
Het concentratiekamp Le Vernet lag bij de plaats.

## Geografie
De oppervlakte van Le Vernet bedraagt 5,6 km², de bevolkingsdichtheid is 95,7 inwoners per km².

## Verkeer en vervoer
In de gemeente ligt spoorwegstation Vernet-d'Ariège.
De onderstaande kaart toont de ligging van Le Vernet (Ariège) met de belangrijkste infrastructuur en aangrenzende gemeenten.

## Demografie
Onderstaande figuur toont het verloop van het inwonertal (bron: INSEE-tellingen).

Vanwege een beveiligingsprobleem met de MediaWiki Graph-software is het momenteel niet mogelijk deze grafiek weer te geven. Zodra de software is bijgewerkt zal de grafiek vanzelf weer zichtbaar worden.